# Румянцев, Борис Владимирович
Борис Владимирович Румянцев (20 марта 1909 — 3 февраля 1995) — советский военный деятель, контр-адмирал, участник Великой Отечественной войны.

## Биография
Борис Владимирович Румянцев родился 20 марта 1909 года в селе Супруты (ныне — Щёкинский район Тульской области). В 1931 году был призван на службу в Военно-морской флот СССР. В 1935 году окончил Высшее военно-морское училище имени М. В. Фрунзе, в 1936 году — Специальные классы командного состава Военно-морских сил Красной Армии. С апреля 1941 года занимал должность штурмана-девиатора 2-го отделения гидрографического отдела Балтийского флота.
Вскоре после начала Великой Отечественной войны Румянцев был назначен комендантом на шхуну «Тормелинд», а вскоре стал и её командиром. Совершил ряд успешных операций по доставке боеприпасов на военно-морскую базу на полуострове Ханко, гарнизон которой держал упорную оборону от финских войск. В июле 1941 года был прикомандирован к охране водного района Таллинской военно-морской базы. До последних дней обороны Таллина оставался в осаждённом городе, при эвакуации флота в Кронштадт был лоцманом на канонерской лодке «Москва», успешно провёл её через воды Финского залива. Участвовал также в операции по эвакуации гарнизона военно-морской базы на Ханко. Во время блокады Ленинграда служил на Ладожской и Онежской флотилиях, проводя большую работу в качестве штурмана-девиатора. Его деятельность неизменно получала самую высокую оценку командования.
После окончательного снятия блокады Ленинграда Румянцев возглавлял часть кораблевождения 2-го отделения гидрографического отдела штаба Балтийского флота. Принимал активное участие в обеспечении боевых операций флота, возглавляя оперативную группу девиаторов. За 1944 год эта группа совершила более 1,5 тысяч выходов на боевые корабли и катера, в том числе в период десантных операций на острова Эзель и Даго. Лично проводил тральщики и десантные корабли по неизученным фарватерам, ходил в минную разведку, производил разведку шхер в Финляндии.
После окончания войны продолжал службу в Военно-морском флоте СССР. В апреле 1945 года стал помощником флагманского штурмана эскадры кораблей Балтийского флота, а в марте 1946 года — флагманским штурманом. Принимал активное участие в экспедициях особого назначения. С июля 1947 года — на службе в Главной инспекции Военно-морских сил СССР (впоследствии — Главной инспекции Вооружённых Сил СССР). В 1956—1960 годах вновь был флагманским штурманом Балтийского флота. В ноябре 1960 года был уволен в запас. Умер в Таллине 3 февраля 1995 года, похоронен на Лесном кладбище Таллина.

## Награды
- Орден Красного Знамени (30 декабря 1956 года);
- Орден Нахимова 2-й степени (26 января 1946 года);
- Орден Отечественной войны 1-й степени (16 октября 1944 года);
- Орден Отечественной войны 2-й степени (20 июля 1945 года);
- 2 ордена Красной Звезды (20 февраля 1943 года, 13 июня 1952 года);
- 2 медали «За боевые заслуги» (25 сентября 1942 года, 30 апреля 1945 года);
- Медаль «За оборону Ленинграда» и другие медали.